# گراسوبیو
گراسوبیو (به ایتالیایی: Grassobbio) یک کومونه در ایتالیا است که در استان برگامو واقع شده‌است.

## خصوصیات
گراسوبیو ۸٫۲ کیلومترمربع مساحت و ۵٬۸۱۱ نفر جمعیت دارد و ۲۲۵ متر بالاتر از سطح دریا واقع شده‌است.